# City of Stars (chanson)
Pour les articles homonymes, voir City of Stars.
Pistes de La La Land
"Herman's Habit"
(5) "Planetarium"
(7)
City of Stars est une chanson interprétée par Ryan Gosling et Emma Stone dans la comédie musicale de Damien Chazelle, La La Land, film sorti en 2016, qui a reçu de nombreuses récompenses. La musique est composée par Justin Hurwitz, auteur de toute la partition du long-métrage, et les paroles sont de Benj Pasek et Justin Paul.
City Of Stars a remporté en 2017 le Golden Globe de la meilleure chanson originale et l'Oscar dans la même catégorie.

## Interprétation dans le film
City of Stars est interprétée une première fois par Ryan Gosling (le pianiste de jazz Sebastian dans le film) sur le Hermosa Beach Pier de Los Angeles. Et une seconde fois en duo avec Emma Stone (l'aspirante actrice Mia), au moment où Sebastian s'apprête à partir en tournée avec le groupe de John Legend (Keith dans le film). 

## Composition
Justin Hurwitz explique comment il a composé la musique de City of Stars :
« J'ai commencé à travailler la chanson en réalisant des démos pour Damien, en lui envoyant des idées au fur et à mesure, en attendant que quelque chose de brillant émerge. C'est si drôle que ce soit cette chanson, et Audition, qui aient obtenu à ce point la meilleure réponse du public, car le processus pour les deux a été équivalent en ce sens que ce sont les chansons qui ont probablement connu le moins de déchet au stade de démo sur le piano. Il s'agissait juste de la composer d'un point de vue émotionnel et de penser à la tonalité. Je dirais qu'elle est à la fois pleine d'espoir et mélancolique. Elle balance d'un mode majeur à un mode mineur, car je crois que c'est ce dont elle traite. Vous avez ces grands moments, et ces moins grands moments dans la vie à Los Angeles, et on voit que c'est ce qui se passe dans le film. Je pensais à cette idée, et j'essayais de composer une mélodie qui serait belle et harmonieuse. J'imagine qu'il y a des accents jazz dedans, car c'est ce que Sebastian joue au piano ».